# تپه نظرآباد علیا ۲
تپه نظرآباد علیا ۲ مربوط به عصر مس و سنگ - دوره اشکانیان است و در شهرستان کرمانشاه، بخش مرکزی، روستای نظرآباد علیا، ۲۰۰ متری شمال غرب روستا واقع شده و این اثر در تاریخ ۷ خرداد ۱۳۸۷ با شمارهٔ ثبت ۲۲۷۹۴ به‌عنوان یکی از آثار ملی ایران به ثبت رسیده است.